# أدانيم
أدانيم ((بالعبرية: עֲדָנִים)، عربي. المسرات) هو موشاف في وسط إسرائيل. يقع في سهل شارون قرب هود هشارون، ضمن اختصاص مجلس دروم هشارون الإقليمي. في 2019 بلغ عدد سكانها 515.

## التاريخ
تأسس الموشاف في عام 1950 على أراضي قرية بيار العدس الفلسطينية المُهجرة على يد مهاجرون من رومانيا، وكان يسمى في البداية ياركونا بيهارهافا ((بالعبرية: ירקונה בהרחבה‏)، حرف. توسعة ياركونا) وأعيد تسميته على اسم المزمور 36:8(9): "ومن نهر نعيمك تسقيهم."